# Rege al Lituaniei
Rege al Lituaniei este titlul recunoscut de Papa ca domnitor al Lituaniei. Primul conducător a fost regele Mindaugas, care a fondat Regatul Lituaniei creștin; succesorii săi, dețineau titlul de Mari Duci, datorită întoarcerii Lituaniei la păgânism până la sfârșitul secolului XIV. Cu toate acestea, domnitorii Marelui Ducat al Lituaniei se autointitulau ca regi în latină „rex” iar Gediminas al Lituaniei a folosit acest titlu în scrisorile sale în timp ce încerca să atenueze presiunile Cavalerilor teutoni și negociind creștinarea directă a Lituaniei de către Roman decât din partea statelor vecine.
În 1429, titlul de Rege al Lituaniei i-a fost oferit Marelui Duce Vytautas, după creștinarea Lituaniei dar a murit înaintea încoronării sale.
Al treilea și ultimul rege al Lituaniei a fost numit în 1918, în timpul ocupației germane în Lituania la sfârșitul Primului Război Mondial. Consiliul Lituaniei l-a ales pe nobilul german Wilhelm de Urach iar regele Mindaugas al II-lea spera că astfel Germania va permite Lituaniei să devină statul independent încă odată. Ca urmare a înfrângerii Puterilor Centrale, propunerea a fost anulată iar Lituania a devenit o republică independentă.